# Stephan Volkert
Stephan Volkert (Colonia, 7 agosto 1971) è un ex canottiere tedesco.

## Palmarès

### Olimpiadi
- 3 medaglie:
  - 2 ori (Barcellona 1992 nel quattro di coppia; Atlanta 1996 nel quattro di coppia)
  - 1 bronzo (Sydney 2000 nel quattro di coppia)

### Mondiali
- 8 medaglie:
  - 6 ori (Račice 1993 nel quattro di coppia; Aiguebelette 1997 nel due di coppia; Colonia 1998 nel due di coppia; St. Catharines 1999 nel quattro di coppia; Siviglia 2002 nel quattro di coppia; Milano 2003 nel quattro di coppia)
  - 1 argento (Tampere 1995 nel due di coppia)
  - 1 bronzo (Indianapolis 1994 nel quattro di coppia)